# John Kennedy Toole
John Kennedy Toole (/ˈtuːl/; 17 de dezembro de 1937 — 26 de março de 1969) foi um romancista americano de Nova Orleães, Luisiana, cujo romance publicado postumamente, A Confederacy of Dunces, ganhou o Prêmio Pulitzer de Ficção. Ele também escreveu The Neon Bible. Embora várias pessoas no mundo literário sentissem que suas habilidades de escrita eram louváveis, os romances de Toole foram rejeitados durante sua vida. Depois de sofrer de paranoia e depressão devido em parte a esses fracassos, ele se suicidou aos 31 anos.
Toole nasceu em uma família de classe média em Nova Orleães. Desde muito jovem, sua mãe, Thelma, lhe ensinou a apreciar a cultura. Ela esteve completamente envolvida em seus assuntos durante a maior parte de sua vida, e às vezes eles tinham um relacionamento difícil. Com o incentivo de sua mãe, Toole se tornou um artista de palco aos dez anos de idade, fazendo impressões cômicas e atuando. Aos dezesseis anos escreveu seu primeiro romance, The Neon Bible, que mais tarde descartou como "adolescente".
Toole recebeu uma bolsa acadêmica para a Universidade Tulane em Nova Orleães. Depois de se formar na Tulane, estudou inglês na Universidade Columbia em Nova Iorque enquanto lecionava simultaneamente no Hunter College. Ele também ensinou em várias faculdades da Luisiana e, durante o início de sua carreira como acadêmico, foi valorizado no circuito de festas da faculdade por sua inteligência e talento para a mímica. Seus estudos foram interrompidos quando ele foi convocado para o exército, onde ensinou inglês para recrutas de língua castelhana em San Juan, Porto Rico. Depois de receber uma promoção, ele usou seu escritório particular para começar a escrever A Confederacy of Dunces, que terminou na casa de seus pais após sua alta.
Dunces é um romance picaresco que apresenta as desventuras do protagonista Ignatius J. Reilly, um preguiçoso, obeso, misantropo, erudito que vive em casa com sua mãe. É aclamado por suas representações precisas dos dialetos de Nova Orleães. Toole baseou Reilly em parte em seu amigo professor universitário Bob Byrne. O comportamento desleixado e excêntrico de Byrne era tudo menos professoral, e Reilly o espelhava nesses aspectos. O personagem também foi baseado no próprio Toole, e várias experiências pessoais serviram de inspiração para passagens do romance. Enquanto estava em Tulane, Toole substituiu um amigo em um trabalho como vendedor de tamal quente e trabalhava em uma fábrica de roupas de propriedade e administração familiar. Ambas as experiências foram posteriormente adotadas em sua ficção.
Toole submeteu Dunces to publisher Simon & Schuster, à editora Simon & Schuster, onde chegou ao editor Robert Gottlieb. Gottlieb considerou Toole talentoso, mas sentiu que seu romance em quadrinhos era essencialmente inútil. Apesar de várias revisões, Gottlieb permaneceu insatisfeito, e depois que o livro foi rejeitado por outra figura literária, Hodding Carter Jr., Toole engavetou o romance. Sofrendo de depressão e sentimentos de perseguição, Toole saiu de casa em uma viagem pelo país. Ele parou em Biloxi, Mississippi, para acabar com sua vida, passando uma mangueira de jardim do escapamento de seu carro até a cabine. Alguns anos depois, sua mãe levou o manuscrito de Dunces à atenção do romancista Walker Percy, que inaugurou o livro em impressão. Em 1981, Toole recebeu postumamente o Prêmio Pulitzer de Ficção.

## Publicações póstumas
Após a morte de Toole, Thelma Toole ficou atolada em depressão por dois anos e o manuscrito de Dunces permaneceu em cima de um armário em seu antigo quarto.. Ela então ficou determinada a publicá-lo, acreditando que seria uma oportunidade para provar o talento de seu filho. Durante um período de cinco anos, ela o enviou para sete editores e cada um deles o rejeitou. "Cada vez que voltava eu morria um pouco", disse ela. No entanto, em 1976, ela tomou conhecimento de que o autor Walker Percy estava se tornando um membro do corpo docente da Loyola University New Orleans. Thelma iniciou uma campanha de telefonemas e cartas para Percy para que ele lesse o manuscrito. Ele até começou a reclamar com sua esposa sobre as tentativas de uma velha peculiar de contatá-lo. Com o tempo se esgotando em seu mandato como professor, Thelma abriu caminho em seu escritório e exigiu que ele lesse o manuscrito. Inicialmente hesitante, Percy concordou em ler o livro para parar de importuná-la. Ele admitiu esperar que fosse tão ruim que pudesse descartá-lo depois de ler algumas páginas. Em última análise, ele adorou o livro, comentando incrédulo:
Neste caso, continuei lendo. Primeiro com a sensação de que não era ruim o suficiente desistir, depois com uma pontada de interesse, depois uma excitação crescente e, finalmente, uma incredulidade; certamente não era possível que fosse tão bom.
Apesar da grande admiração de Percy pelo livro, o caminho para a publicação ainda era difícil. Demorou mais de três anos, pois ele tentou obter várias partes interessadas nele. A Confederacy of Dunces foi publicado pela Louisiana State University Press em 1980, e Percy forneceu o prefácio. Por sua recomendação, o primeiro rascunho do livro de Toole foi publicado com o mínimo de edição e sem revisões significativas. A primeira tiragem foi de apenas 2.500 cópias, e algumas delas foram enviadas para Scott Kramer, um executivo da 20th Century Fox, para fazer uma apresentação em Hollywood, mas o livro inicialmente gerou pouco interesse. No entanto, o romance atraiu muita atenção no mundo literário. Um ano depois, em 1981, Toole recebeu postumamente o Prêmio Pulitzer de Ficção. O livro acabou vendendo mais de 1,5 milhão de cópias, em dezoito idiomas. Em 2019, o programa da PBS, "The Great American Read", classificou Dunces como o 58.º (de 100) livros mais amados da América.
O único outro romance de Toole, The Neon Bible, foi publicado em 1989. Foi adaptado para um filme em 1995, dirigido por Terence Davies, que se saiu mal nas bilheterias e recebeu uma recepção crítica mista.
Em 2015, estreando em 11 de novembro e indo até 13 de dezembro, Nick Offerman, estrela da série de TV Parks and Recreation, estrelou uma performance teatral de A Confederacy of Dunces, adaptada por Jeffrey Hatcher e dirigida por David Esbjornson. A peça foi encenada no Huntington Theatre em Boston.
Em 2016, a peça Mr. Toole de Vivian Neuwirth, inspirada nos eventos da vida, morte e posterior publicação de A Confederacy of Dunces, de Toole , estreou no Midtown International Theatre Festival em Nova Iorque.
A tenacidade de Thelma Toole na tentativa de publicar A Confederacy of Dunces é tamanha que inúmeros manuscritos circularam, tornando difícil determinar qual é o "original". Os arquivos da Universidade Loyola de Nova Orleães e da Universidade Tulane reivindicam as primeiras versões do manuscrito.